# Фірцак Борис Васильович
Борис Васильович Фірцак (26 квітня 1962, с.Білки, Закарпатська область) — український живописець, графік, сценограф. Живе й працює в Києві.

## Біографія
Закінчив Республіканську художню школу ім. Т. Г. Шевченка (1979). Навчався в Українському поліграфічному інституті ім. Івана Федорова на кафедрі поліграфічного дизайну і книжкової графіки (1984). Учасник республіканських та міжнародних виставок (1987). Працює в галузі живопису, графіки, сценографії, архітектурного дизайну. Член Творчої Спілки Художників Росії (секція живопису) і Міжнародної федерації художників (з 2004). Член Всеукраїнського творчого союзу художників «БЖ-Арт» (з 2006).

Внучатиій племінник Івана Фірцака.

## Творчість
Один з членів-фундаторів творчого об'єднання групи «Синій Жовтень».

### Живописні цикли
Картини художника поєднують стилістику поп-арту з певною плакатністю зображень та класичними канонами малювання.

Живописні цикли «Ню» (галерея Триптих, 2008), 

### Сценографія і кіно
Окрім живопису Борис Фірцак працює як сценограф шоу-програм та як художник кінострічок. У 2005-му він був одним із авторів декорацій до українського «Євробачення», на рік пізніше оформлював церемонію нагородження літературного конкурсу «Коронація слова». У 2006 році працював як художник над фільмом Оксани Байрак «Аврора, або Що снилося сплячій красуні».

У 2013 році працював консультантом під час знімання фільму «Іван Сила» про життя Івана Фірцака.

У 2017 році був автором сценографії і костюмів до спектаклю «Степовий вовк» (за романом Германа Гессе), прем'єра якого відбулася на сцені Чернігівського молодіжного театру.

## Роботи в музеях та галереях
Твори зберігаються у приватних колекціях в Україні, Росії, Польщі, Австрії, США, в т. ч. колекції І. Диченка (Київ), Еріка Робертса / ERIC ROBERTS (США), Міжнародному фонді Мазоха, музеї М. А. Волошина (Коктебель), Музеї видатних діячів української культури (Київ), Державному музеї театрального, музичного та кіно-мистецтва України (Київ). 